# Igești (okręg Vaslui)
Igești – wieś w Rumunii, w okręgu Vaslui, w gminie Blăgești. W 2011 roku liczyła 300 mieszkańców.